# Aeroportul Internațional Jacksons
Aeroportul Internațional Jacksons (IATA: POM, ICAO: AYPY) este un aeroport din Port Moresby, Papua Noua Guinee ce deservește zona Port Moresby. A fost numit după zona deservită.
Situat la o altitudine de 38 m, aeroportul dispune de 2 piste.

## Infrastructură

### Piste
Aeroportul dispune de 2 piste. Pista 14L/32R are suprafața de asfalt și dimensiunile 2.750 m × 45 m. Pista 14R/32L are suprafața de asfalt și dimensiunile 2.066 m × 30 m. 